# Olympische Sommerspiele 2020/Teilnehmer (Marshallinseln)
| Gelbes Symbol für Goldmedaillen mit stilisierten Olympischen Ringen | Graues Symbol für Silbermedaillen mit stilisierten Olympischen Ringen | Braundes Symbol für Bronzemedaillen mit stilisierten Olympischen Ringen |
| ------------------------------------------------------------------- | --------------------------------------------------------------------- | ----------------------------------------------------------------------- |
| —                                                                   | —                                                                     | —                                                                       |

Die Marshallinseln nahmen an den Olympischen Spielen 2020 in Tokio teil. Es war die insgesamt vierte Teilnahme an Olympischen Sommerspielen. Das Marshall Islands National Olympic Committee nominierte zwei Athleten in einer Sportart.

## Teilnehmer nach Sportarten

### Schwimmen
| Athleten         | Wettbewerb     | Vorlauf | Vorlauf | Halbfinale    | Halbfinale    | Finale        | Finale        | Rang |
| Athleten         | Wettbewerb     | Zeit    | Rang    | Zeit          | Rang          | Zeit          | Rang          | Rang |
| ---------------- | -------------- | ------- | ------- | ------------- | ------------- | ------------- | ------------- | ---- |
| Frauen           |                |         |         |               |               |               |               |      |
| Colleen Furgeson | 100 m Freistil | 58,71 s | 44      | ausgeschieden | ausgeschieden | ausgeschieden | ausgeschieden | 44   |
| Männer           |                |         |         |               |               |               |               |      |
| Phillip Kinono   | 50 m Freistil  | 27,86   | 69      | ausgeschieden | ausgeschieden | ausgeschieden | ausgeschieden | 69   |